# Pondok (Babadan)
Pondok is een bestuurslaag in het regentschap Ponorogo van de provincie Oost-Java, Indonesië. Pondok telt 3111 inwoners (volkstelling 2010).